# Zeeuws Archief

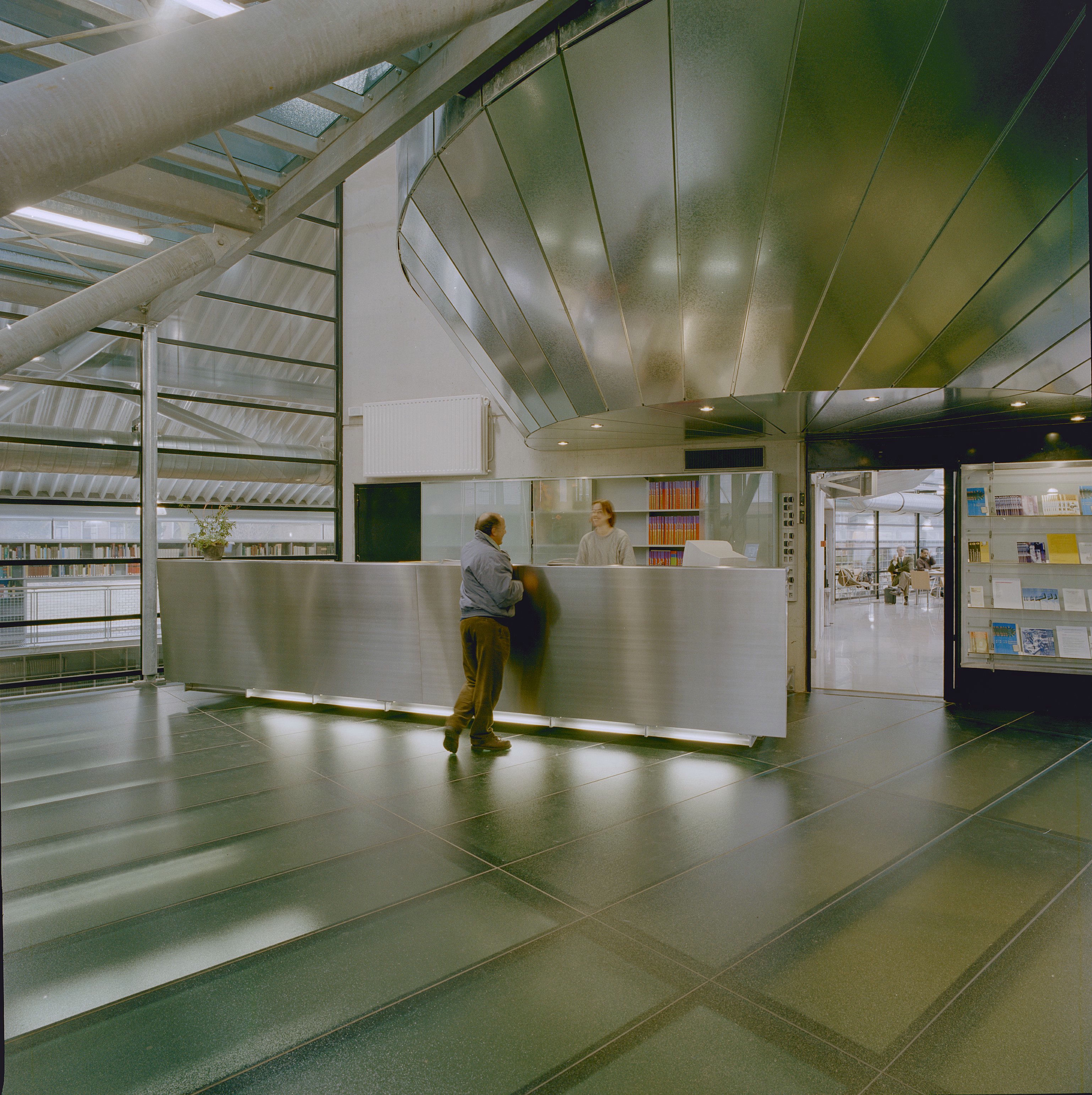
Interieur, balie in de nieuwbouw met rechts een blik in het archiefcafé, foto: Zeeuws Archief

Het Zeeuws Archief, gevestigd in Middelburg, Terneuzen en Zierikzee, is het Regionaal Historisch Centrum voor de Provincie Zeeland, de gemeenten Middelburg, Veere, Vlissingen, Terneuzen, Schouwen-Duiveland en Kapelle; de rijksinstellingen in Zeeland (rechtbank, notarissen, Rijskwaterstaat); Waterschap Scheldestromen en tal van maatschappelijke organisaties, bedrijven en families in Zeeland.

## Taken
Het Zeeuws Archief is een kenniscentrum voor historisch en genealogisch onderzoek in Zeeland. De dienst beschikt over een uitgebreide collectie bestaande uit archieven, verzamelingen, tekeningen, kaarten, prenten en foto's over alle mogelijke onderwerpen uit de provincie Zeeland. Over de gemeenten Middelburg, Veere, Vlissingen, Terneuzen, Schouwen-Duiveland en Kapelle beschikt het archief over nog meer informatie.
Het Zeeuws Archief fungeert in formele zin als Rijksarchief in Zeeland en als gemeentearchief voor de gemeenten Middelburg, Veere, Vlissingen, Terneuzen, Schouwen-Duiveland en Kapelle.

## Collectie

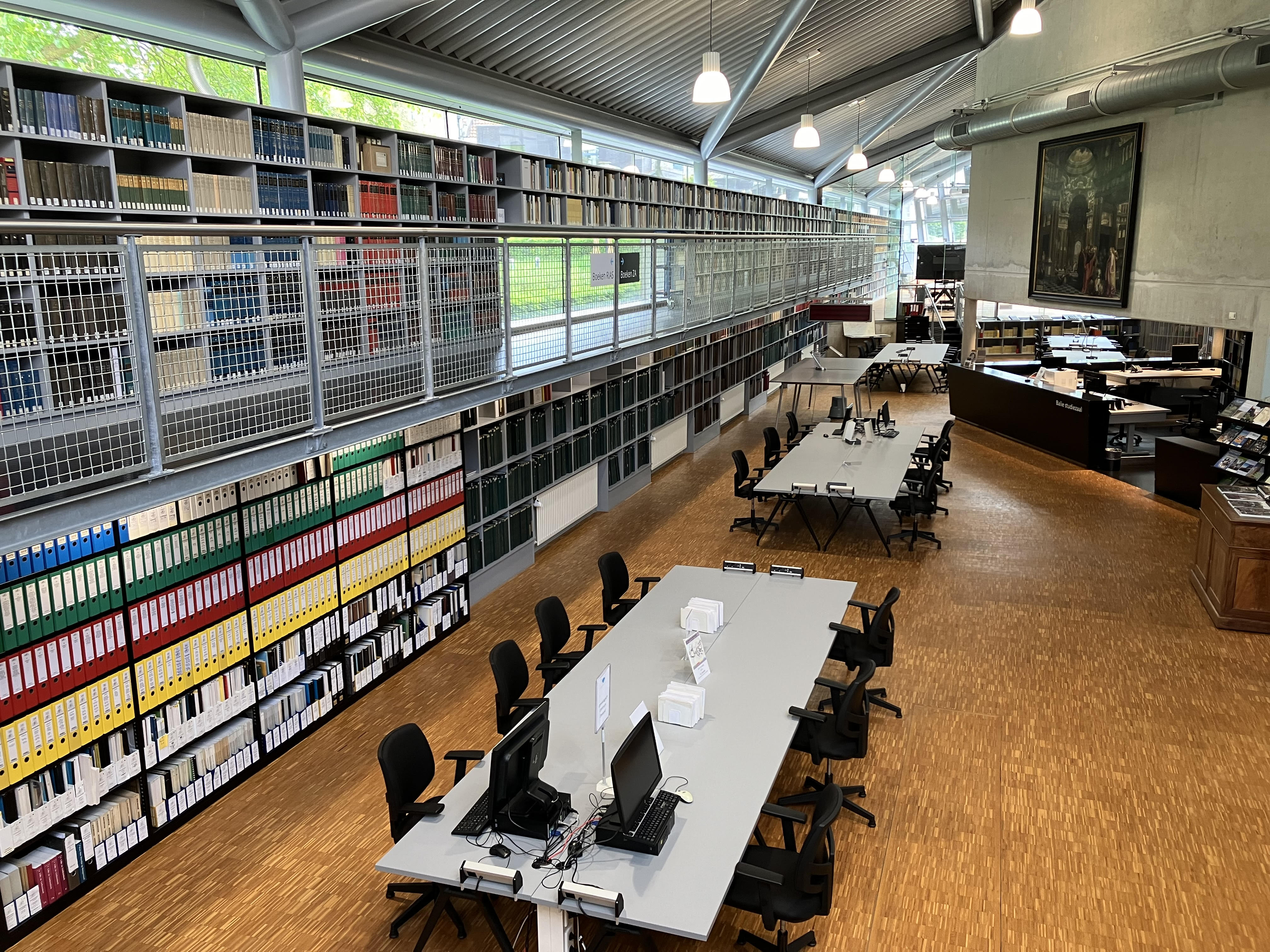
Studiezaal en bibliotheek van het Zeeuws Archief, foto: Johan Francke, 4 juni 2024

Het Zeeuws Archief beheert enerzijds archieven en verzamelingen afkomstig van rijks-, provinciale en particuliere instellingen met als werkingsgebied de provincie Zeeland of voorgangers daarvan, en anderzijds van de gemeentebesturen en particuliere instellingen in de gemeenten Middelburg, Veere en Kapelle en voorgangers; in totaal zo een 34 strekkende kilometer.
In de archieven bevinden zich onder meer het archief van de Middelburgsche Commercie Compagnie en dat van scheepswerf Koninklijke Maatschappij De Schelde, die beide zijn opgenomen is in de werelderfgoedlijst voor documenten. Een ander belangrijk archief is dat van de Deltadienst (waarin het Deltaplan en de Deltawerken zijn vastgelegd). 
Naast de fysieke bewaarplaats voor archiefstukken heeft het Zeeuws Archief vanaf 2015 ook een e-depot, waarin de ‘digital born’ archieven van de provinciale overheidsinstellingen worden bewaard.
Het Zeeuws Archief werkt intensief aan digitalisering van veel geraadpleegde archiefstukken, zoals die van de Stichting Herbouw Middelburg, de Rekenkamer archieven en de Gemeente Middelburg dienst gemeentewerken. Tussen 2018 en 2023 steeg het gedigitaliseerde archief van 8,39 naar 37,32 Gigabyte. Jaarlijks worden circa 2,8 miljoen webpagina’s bezocht.
Dat is een veelvoud van de fysieke bezoekers. Jaarlijks komen in de vestiging in Middelburg tussen de 1.500 en 2.000 bezoekers die gezamenlijk circa acht- tot tienduizend archiefstukken aanvragen.
In 2007 sloot het Zeeuws Archief een dienstverleningsovereenkomst met het Waterschap Zeeuwse Eilanden (nu: Waterschap Scheldestromen), waardoor alle archieven van dit waterschap en diens rechtsvoorgangers voor het zover het de Zeeuwse eilanden betreft, in beheer kwamen bij het Zeeuws Archief en in de studiezaal ter beschikking worden gesteld. De archieven van het voormalige Waterschap Zeeuws-Vlaanderen worden beheerd en beschikbaar gesteld in het Waterschapskantoor in Terneuzen.

## Hoogtepunten uit de collectie

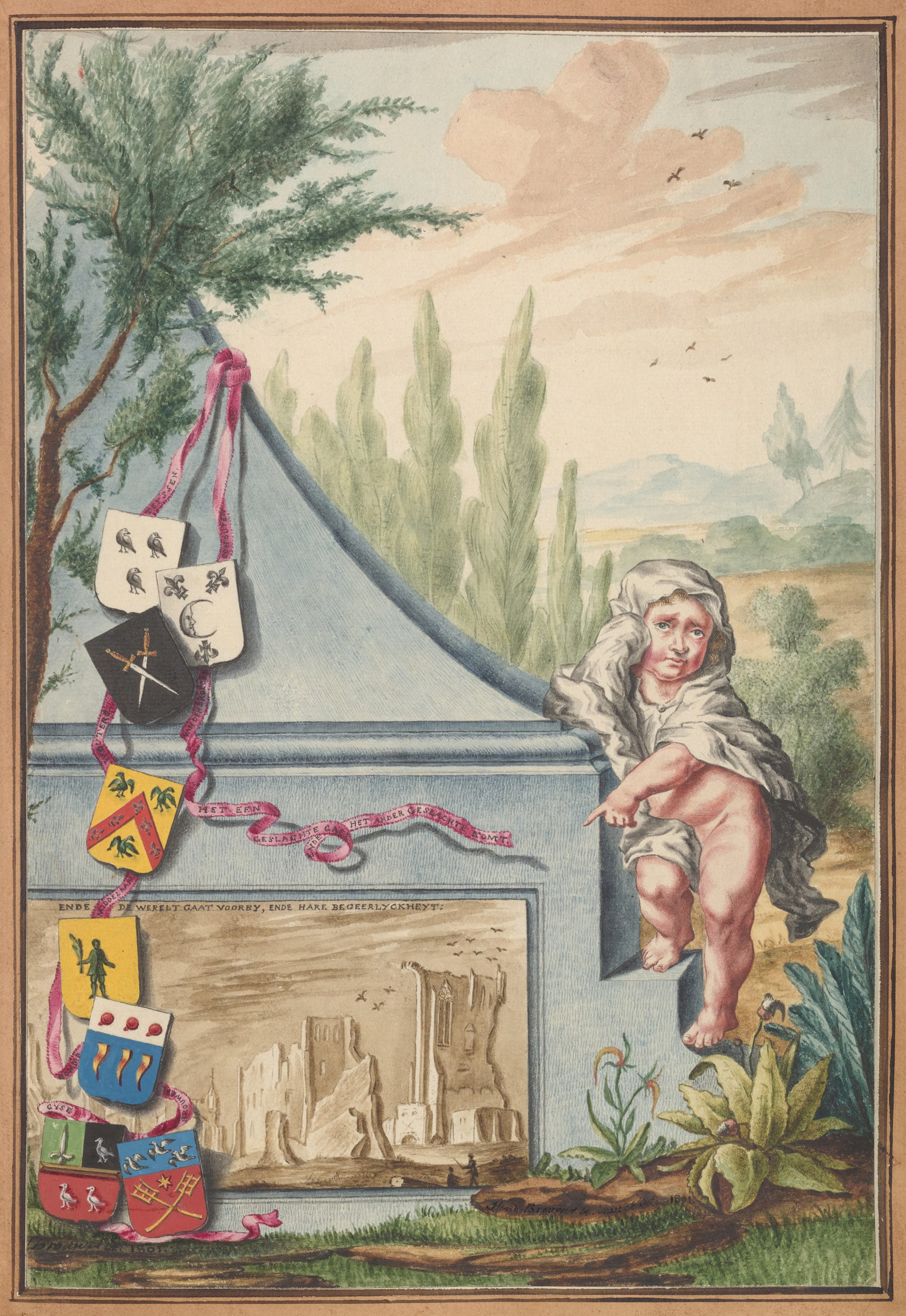
Pagina uit de familiegenealogie die Hendrik Brouwer schreef, [https://hdl.handle.net/21.12113/857E59C62A6D4BF0844DB4B5CAF0E91C ZA, 1753, inv.nr. 1.

- Perkamenten akte uit 1189, het oudste stuk uit de collectie. In 1189 gaf de bisschop van Utrecht de inwoners van Hoogelande in het midden van Walcheren toestemming een kapel te bouwen.[2]Perkamenten akte uit 1189 over de stichting van de kapel van Hoogelande, ZA, 27, inv.nr. 2.

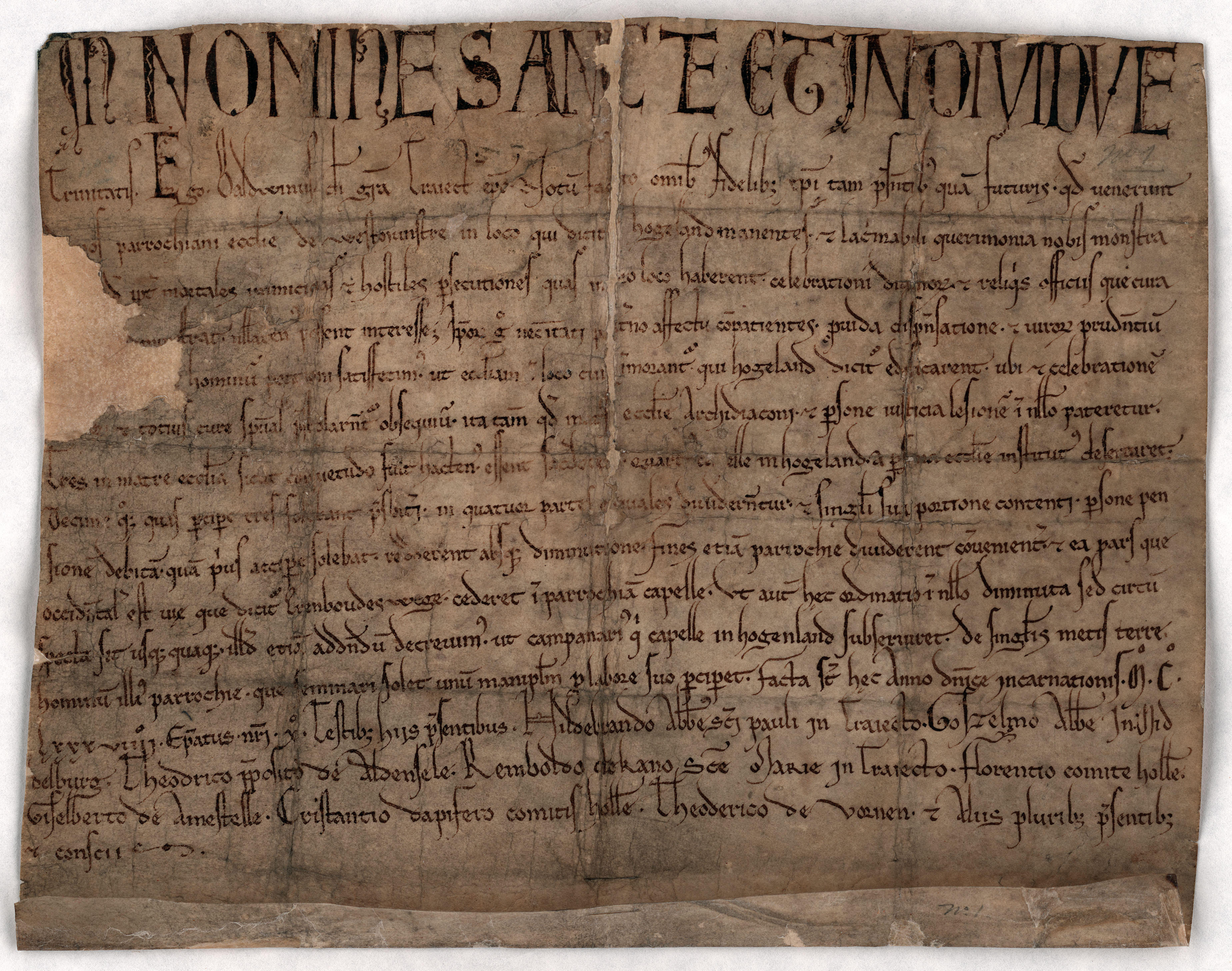
Perkamenten akte uit 1189 over de stichting van de kapel van Hoogelande, [https://hdl.handle.net/21.12113/7629D076C8574B97970FA3B4C16869DD ZA, 27, inv.nr. 2.

- Geïllustreerd dagboek van wijnkoopman Hendrik Brouwer (1769-1837)[3]

- Perkamenten akte van Maximiliaan van Bourgondië uit 1551, waarin hij een vergulde beker schenkt aan de stad Veere. De beker wordt nog altijd gebruikt om wijn uit te drinken als de regerende Nederlandse vorst Veere bezoekt.[4]

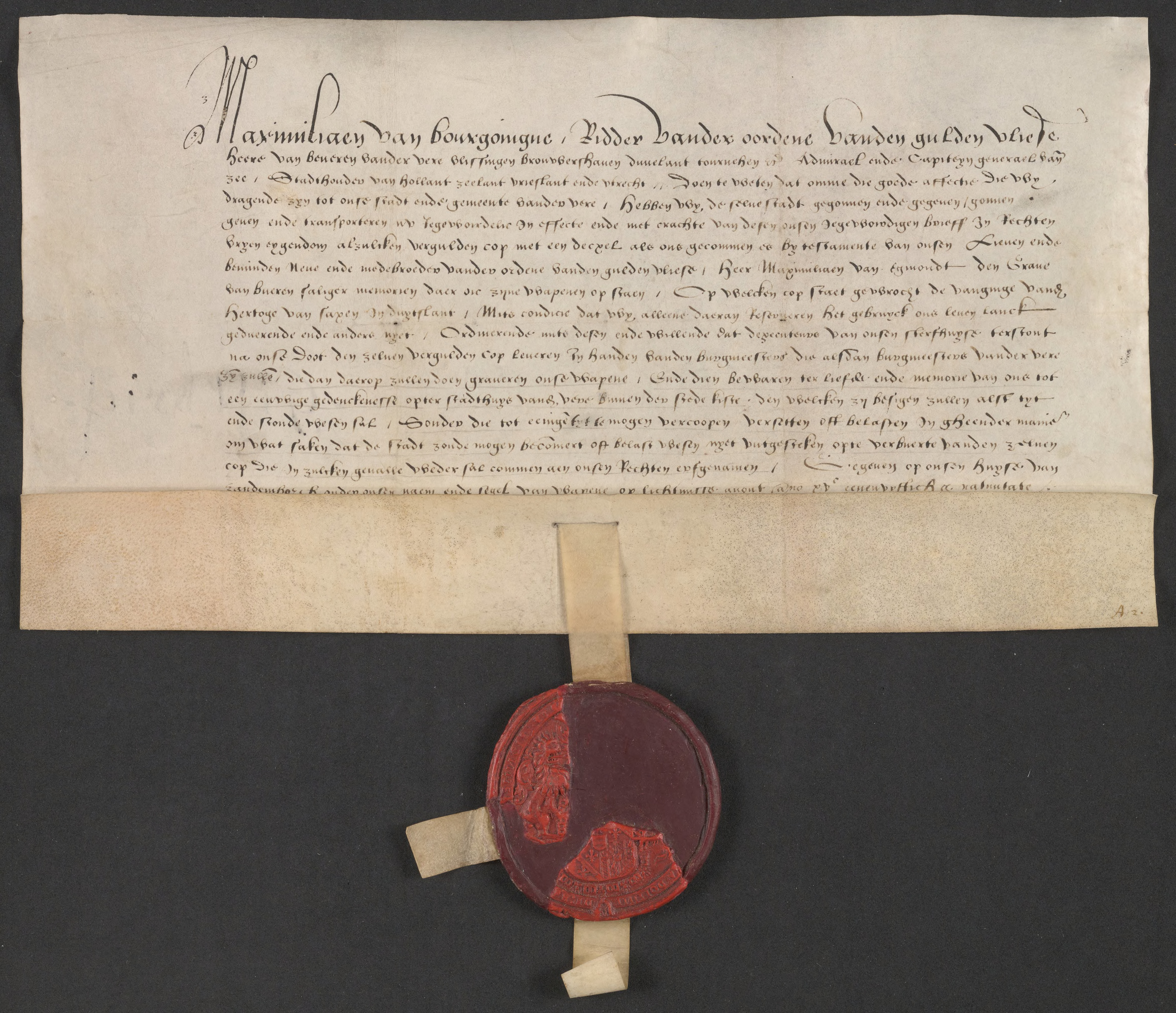
Perkamenten akte van Maximiliaan van Bourgondië over de schenking van een beker aan Veere, [https://hdl.handle.net/21.12113/BCCD049CB7A04A2EB28DAC3A80CD6045 ZA, 2000, inv.nr. 2074.

## Huisvesting

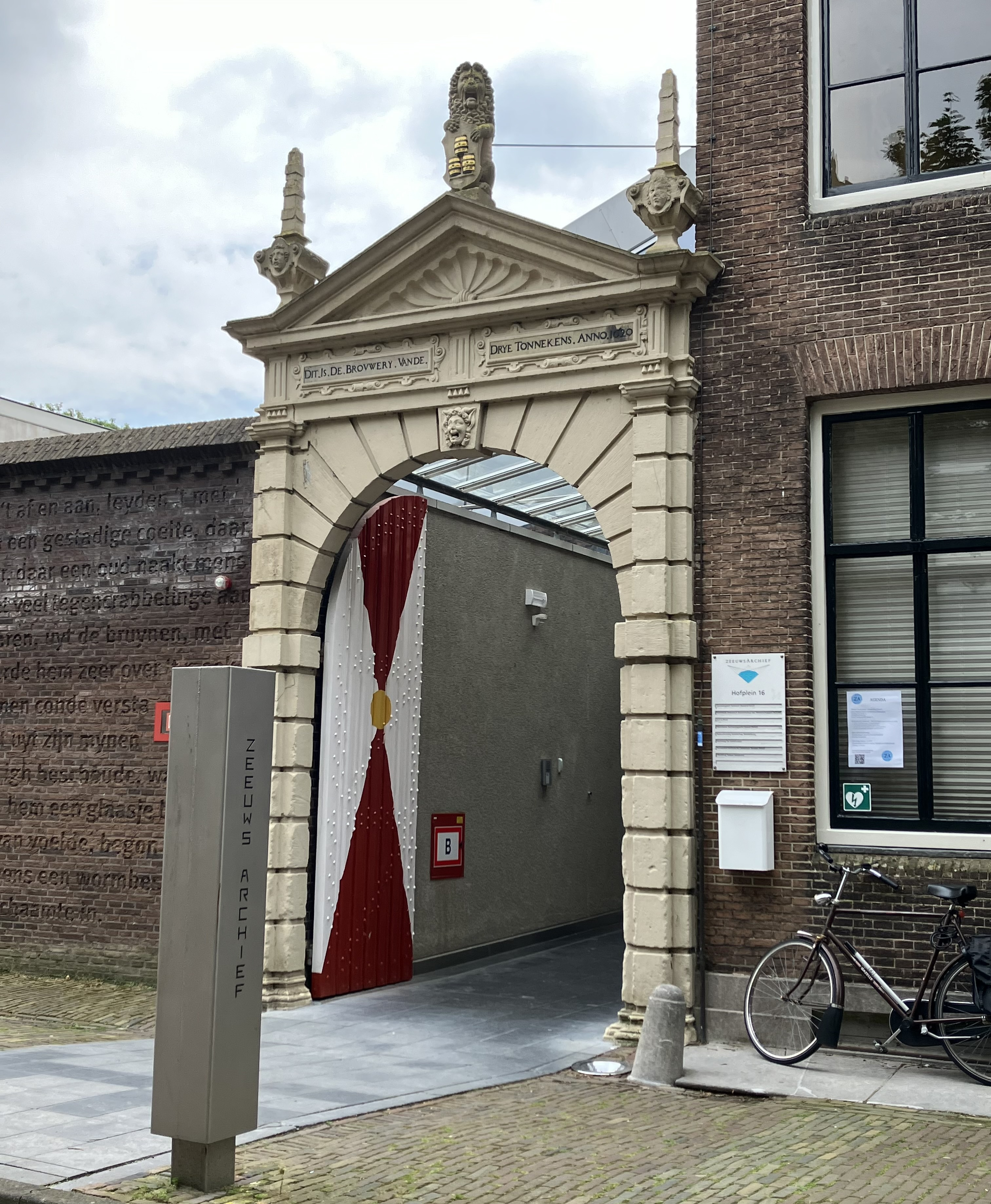
Toegangspoort van de oude stadsbrouwerij de ‘Drye Tonnekens’, en tegenwoordig ingang van het Zeeuws Archief

De kantoorfuncties van het Zeeuws Archief zijn ondergebracht in het monumentale Van de Perrehuis, een achttiende-eeuws stadspaleis in het centrum van Middelburg, gebouwd op de kelders van een commanderij van de Duitse Orde. Voor de publieksfuncties is het pand uitgebreid met een ultramoderne vleugel, waar de receptie, depots, studiezaal en het archiefcafé zijn ondergebracht. In een naastgelegen pand, intern verbonden met het Zeeuws Archief, zijn ook het Genealogisch Centrum Zeeland en het Roosevelt Institute for American Studies (RIAS) gevestigd.

## Organisatie
Het Zeeuws Archief is in 2000 ontstaan door een fusie tussen drie archiefdiensten: het Rijksarchief in Zeeland, het Gemeentearchief Middelburg en het Gemeentearchief Veere. Sinds 4 januari 2000 is het Zeeuws Archief voor het publiek geopend.
De Gemeenschappelijke Regeling Zeeuws Archief is een zelfstandig bestuursorgaan en is een initiatief van de Rijksarchiefdienst (Ministerie van OCW), de Gemeente Middelburg en de Gemeente Veere. Het Zeeuws Archief bestaat uit de drie afdelingen: Staf, Informatie & Kennis en Beheer & Exploitatie. Het Zeeuws Archief wordt ondersteund door de Stichting Vrienden van het Zeeuws Archief.

## Vrienden van het Zeeuws Archief
De Stichting Vrienden van het Zeeuws Archief draagt financieel bij aan acquisitie van archiefstukken, exposities en publicaties of restauratie van archiefstukken en het organiseren van de Vriendenlezing. De Vriendenlezing, gehouden door een bekende Nederlandse schrijver, schenkt aandacht aan het belang van archieven en wordt elk jaar op de eerste zaterdag van november gehouden als afsluiting van de Open Dag van het Zeeuws Archief. 

## Directeuren

### Archivaris van de Provincie Zeeland
- Jacob Philip van Visvliet, 1843-1888

### Rijksarchief Zeeland
- Dr. Mr. Jacob Pieter Nicolaas Ermerins, 1890-1894
- Dr. Robert Fruin (Th. Azn), 1894-1910
- Dr. Klaas Heeringa, 1911-1921
- Mr. Adriaan Meerkamp van Embden, 1921-1943
- Dr. Willem Sybrand Unger, 1944-1954
- Dr. Pieter Scherft, 1954-1980
- Drs. Roelof Koops, 1980-1991, 1993-2000

### Zeeuws Archief
- Drs. Roelof Koops, 2000-2010
- Dr. Hannie Kool-Blokland, 2010-2024
- Dr. Anya Luscombe, 2025 – >